# Pauline Irène Nguene
Pauline Irène Nguene, née Kendeck, est une femme politique camerounaise, ministre des Affaires Sociales dans le troisième gouvernement Philémon Yang et les suivants.

## Biographie

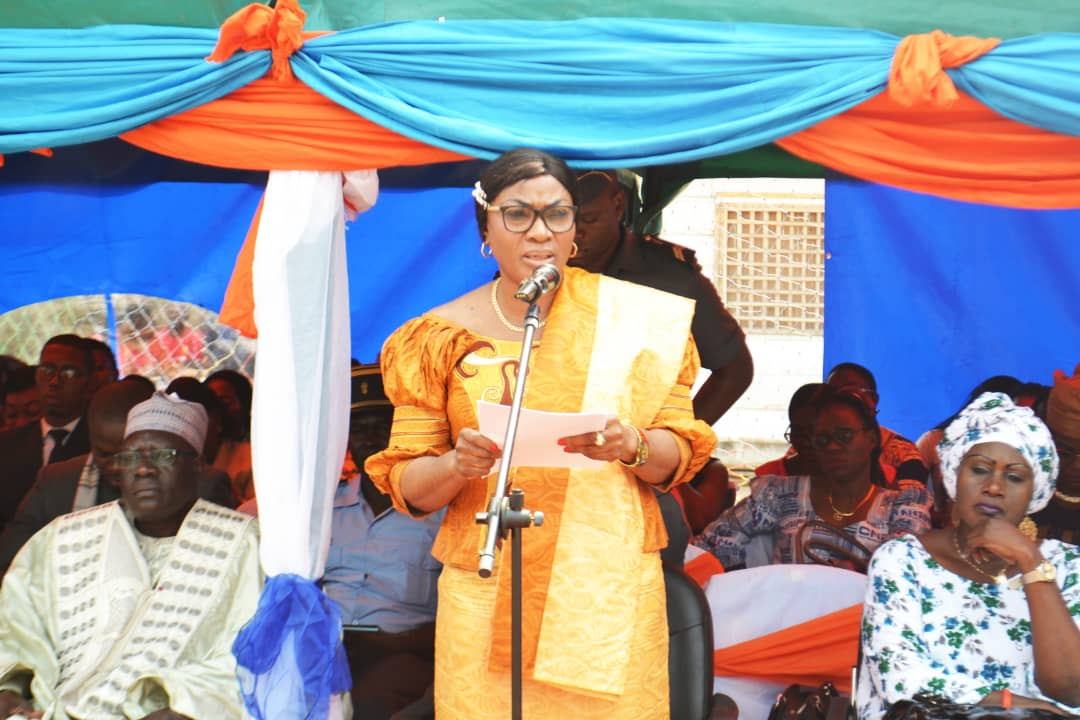
Pauline Irène Kendeck au Centre National de Réhabilitation des Personnes Handicapées Cardinal Paul Emile Leger (CNRPH-CPEL) de Yaoundé.

### Enfance et débuts
Pauline Irène Nguene est originaire du village Minka (Makak), dans le département du Nyong-et-Kéllé en région du Centre. Elle obtient un diplôme d'ingénieur (Petroleum Engineering) à New-Mexico Institute of Mining and Technology aux États-Unis. Elle complète sa formation par une maîtrise en sciences de la terre à l'université de Yaoundé (actuelle université de Yaoundé I). Par la suite, ayant obtenu une bourse de l'ACDI (Canada), elle obtient en 1988 un DESS en administration des entreprises pétrolières à l'École des hautes études commerciales de Montréal (actuelle HEC Montréal).

### Carrière
De retour au Cameroun en 1983, elle est nommée quelques années après chef service de l'exploration des hydrocarbures au ministère des Mines, de l'Eau et de l'Energie (MINMEE).
De 1991 à 2009, Pauline Irène Nguene occupe successivement dans les services du Premier ministre les postes de :
- attachée (1991-1992) ;
- chargée de mission (1992-2001) ;
- conseillère technique (2001-2009).

Le 13 janvier 2009, elle est nommée présidente du Conseil d'appui à la réalisation des contrats de partenariats (CARPA), organisme chargé de la mise en œuvre des partenariats public-privé (PPP) au Cameroun. 
Le 2 octobre 2015, elle est nommée ministre des Affaires Sociales,.
Depuis 2016, elle est également présidente du conseil d'administration du Centre national de réhabilitation des personnes handicapées Cardinal Paul Émile Léger (CNRPH-CPEL).

### Quelques grands projets du ministère des Affaires sociales sous sa direction

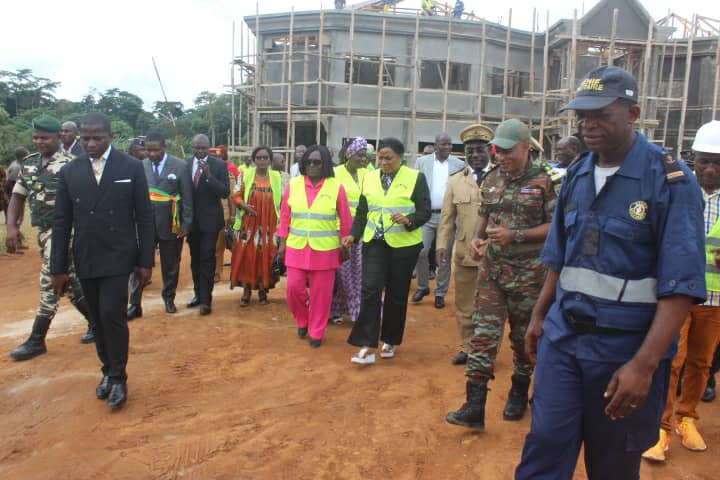
Pauline Irène Nguene, ministre des Affaires sociales, en visite de la 2e phase des travaux du chantier de modernisation de l'Institution camerounaise de l'enfance (ICE) de Bétamba, le 25 octobre 2019.

- Réhabilitation et modernisation de l'Institution camerounaise de l'enfance (ICE) de Betamba[6], à Ntui (région du Centre) ;
- Construction du Centre de réhabilitation des personnes handicapées (CRPH)[7] de Maroua (région de l'extrême Nord) ;
- Lutte contre les exclusions sociales et l'implémentation de l'entrepreneuriat social ;
- Mise en place d'un registre social unifié (cartographie des personnes socialement vulnérables) ;
- Modernisation du Centre national de réhabilitation des personnes handicapées - Cardinal Paul Émile Léger (CNRPH- CPEL).

### Distinctions honorifiques
- Grand officier de l'ordre de la Valeur (2019)[réf. nécessaire].

Elle fait partie des « 80 femmes influentes du Cameroun » en 2021, selon une recension établie par l'universitaire experte en gouvernance publique, Viviane Ondoua Biwolé.